# Arcidiocesi di Nanchang
L'arcidiocesi di Nanchang (in latino: Archidioecesis Nanciamensis) è una sede metropolitana della Chiesa cattolica in Cina. Nel 1950 contava 25.996 battezzati su 4.872.691 abitanti. La sede è vacante.

## Territorio
L'arcidiocesi comprende parte della provincia cinese di Jiangxi.
Sede arcivescovile è la città di Nanchang, dove si trova la cattedrale dell'Immacolata Concezione.

## Storia
I primi missionari a raggiungere la regione di Kiangsi furono i gesuiti alla fine del XVI secolo. Infatti Nanchang è stata la città dove per tre anni, dal 1595 al 1598, visse il missionario gesuita Matteo Ricci.
Il vicariato apostolico di Kiangsi fu eretto il 15 ottobre 1696 con il breve E sublimi Sedis di papa Innocenzo XII, ricavandone il territorio dalla diocesi di Nanchino (oggi arcidiocesi).
Nel 1758 i vicariati apostolici di Kiangsi e di Chekiang (oggi diocesi di Ningbo) furono affidati al vicariato apostolico di Fujian (oggi arcidiocesi di Fuzhou).
Il 14 agosto 1838 le regioni di Kiangsi e del Chekiang furono separati dal vicariato apostolico di Fujian e costituiti in vicariato apostolico indipendente con il breve Ex debito di papa Gregorio XVI.
Il 27 marzo 1846 con un altro breve Ex debito lo stesso papa Gregorio XVI creò due vicariati apostolici distinti per le due regioni di Kiangsi e del Chekiang.
Il 19 agosto 1879 il vicariato apostolico di Kiangsi cedette una porzione di territorio a vantaggio dell'erezione del vicariato apostolico di Kiangsi meridionale (oggi diocesi di Ji'an) e contestualmente assunse il nome di vicariato apostolico di Kiangsi settentrionale.
Il 28 agosto 1885 cedette altre porzioni di territorio a vantaggio dell'erezione del vicariato apostolico di Kiangsi orientale (oggi diocesi di Yujiang).
Il 25 agosto 1920 cambiò nome in favore di vicariato apostolico di Jiujiang e il 3 dicembre 1924 in quello di vicariato apostolico di Nanchang, in forza del decreto Vicarii et Praefecti della Congregazione di Propaganda Fide.
L'11 aprile 1946 il vicariato apostolico è stato elevato ad arcidiocesi metropolitana con la bolla Quotidie Nos di papa Pio XII.
Almeno dal 1990 è stato vescovo "ufficiale" dell'arcidiocesi monsignor Jean Wu Shizhen. Il 31 ottobre 2010 gli è stato affiancato un vescovo coadiutore, approvato dalla Santa Sede, nella persona di Giovanni Battista Li Suguang, che gli è succeduto nel 2011.

## Cronotassi dei vescovi
Si omettono i periodi di sede vacante non superiori ai 2 anni o non storicamente accertati.
- Álvaro Benavente, O.S.A. † (20 ottobre 1698 - 20 marzo 1709 deceduto)
- François-Alexis Rameaux, C.M. † (11 dicembre 1838 - 14 luglio 1845 deceduto)
- Bernard-Vincent Laribe, C.M. † (26 marzo 1846 - 20 luglio 1850 deceduto)
  - André Jandard, C.M. † (14 gennaio 1851[4] - ? dimesso) (vescovo eletto)
- Louis-Gabriel Delaplace, C.M. † (27 febbraio 1852 - 12 giugno 1854 nominato vicario apostolico di Chekiang Orientale)
- François-Xavier Danicourt, C.M. † (1854 - 2 febbraio 1860 deceduto)
- Jean-Henri Baldus, C.M. † (23 settembre 1864[5] - 29 settembre 1869 deceduto)
- Géraud Bray, C.M. † (15 marzo 1870 - 24 settembre 1905 deceduto)
- Paul-Léon Ferrant, C.M. † (24 settembre 1905 - 5 novembre 1910 deceduto)
- Louis-Elisée Fatiguet, C.M. † (24 febbraio 1911 - 13 febbraio 1931 deceduto)
- Paul-Marie Dumond, C.M. † (3 luglio 1931 - 19 febbraio 1944 deceduto)
  - Sede vacante (1944-1946)
- Joseph Zhou Ji-shi, C.M. † (18 luglio 1946 - 1972 deceduto)
  - Sede vacante
  - Hu Qin-ming † (9 ottobre 1958 consacrato - 1970 ? deceduto)
  - John Wu Shi-zhen † (6 settembre 1987 consacrato - 2011 dimesso)
  - John Baptist Li Su-guang, succeduto nel 2011

## Statistiche
L'arcidiocesi nel 1950 su una popolazione di 4.872.691 persone contava 25.996 battezzati, corrispondenti allo 0,5% del totale.
| anno | popolazione | popolazione | popolazione | presbiteri | presbiteri | presbiteri | presbiteri                | diaconi | religiosi | religiosi | parrocchie |
| anno | battezzati  | totale      | %           | numero     | secolari   | regolari   | battezzati per presbitero | diaconi | uomini    | donne     | parrocchie |
| ---- | ----------- | ----------- | ----------- | ---------- | ---------- | ---------- | ------------------------- | ------- | --------- | --------- | ---------- |
| 1950 | 25.996      | 4.872.691   | 0,5         | 36         | 13         | 23         | 722                       |         |           | 47        | 18         |